# Przemysław Kruk
Przemysław Kruk (ur. 5 marca 1976) – polski snookerzysta i komentator sportowy.
Jest synem Krzysztofa Kruka,  polskiego sędziego snookerowego, który wniósł wkład w rozwój snookera w Polsce. Jako zawodnik Przemysław Kruk był m.in. finalistą mistrzostw Polski w 1996. W lutym 1995 reprezentował kraj na pierwszych międzynarodowych zawodach z udziałem Polski, I Drużynowym Pucharze Europy (11. miejsce). Jest komentatorem snookera w polskojęzycznym kanale Eurosport, gdzie komentuje spotkania snookerowe najczęściej w parze z Rafałem Jewtuchem. 
Najwyższy break turniejowy Kruka to 93 punkty, break treningowy - 129. Jako ulubionego zawodnika wymienia Stephena Hendry'ego.
W 2014 roku Kruk założył w Warszawie pierwszy zawodowy klub snookera o nazwie „Krooger Team”.